# Ellopostoma mystax
Ellopostoma mystax es una especie de peces de la familia Balitoridae en el orden de los Cypriniformes.

## Morfología
• Los machos pueden llegar alcanzar los 7 cm de longitud total.

## Alimentación
Come microfauna  bentónica.

## Distribución geográfica
Se encuentran en Asia: es una especie  endémica de Tailandia.

## Hábitat
Es un pez de agua dulce y de clima tropical.